# Chronochromie
Chronochromie è una composizione orchestrale in sette movimenti del compositore francese Olivier Messiaen composta tra il 1959 e il 1960 su commissione di Heinrich Strobel per il festival di Donaueschingen.

## Genesi dell'opera e prima esecuzione
L'opera venne composta tra il 1959 e il 1960 in seguito alla richiesta di Heinrich Strobel, la seconda dopo quella di Réveil des oiseaux del 1953. La prima esecuzione avvenne il 10 ottobre 1960 nella Stadthalle di Donaueschingen con la direzione di Hans Rosbaud. L'opera venne poi pubblicata dall'editore Leduc nel 1963.

## Strumentazione e struttura dell'opera
Il lavoro è scritto per grande orchestra: sedici primi violini, sedici secondi violini, quattordici viole, dodici violoncelli, dieci contrabbassi, quattro flauti (di cui un ottavino), tre oboi (di cui un corno inglese), quattro clarinetti (di cui un clarinetto piccolo e un clarinetto basso), tre fagotti, quattro corni, quattro trombe (di cui una in Re), tre trombone e una tuba. Infine è previsto anche un ampio ensemble di percussione in cui figurano glockenspiel, xylofono e marimba e campane tubolari (set da 25), un piatto sospeso, un piatto China e tre gong.
Il brano si articolava in sette movimenti per circa 24 minuti di durata: Introduzione, Strofa I, Antistrofa I, Strofa II, Antistrofa II, Epodo e Coda. Nel sesto movimento, per diciotto archi soli (sei primi violi, sei secondi violini, quattro viole e due violoncelli), gli strumenti eseguono canti di uccelli.

## Forma
Come succede frequentemente nelle opere di Messiaen, la forma di Chronochromie è basata sulla superposizione di materiale sonoro e ritmico trattato seguendo un preciso schema combinatorio. Quello ritmico utilizza trentadue distinte durate differenti, che, a partire da un ordine prestabilito, vengono permutate attraverso inversioni simmetriche. Le permutazioni così ottenute sono eseguite sia per intero, sia per frammenti, ma anche contemporaneamente a gruppi di tre, senza però esaurire tutte le possibilità combinatorie. Il materiale sonoro consiste invece di melodie che riproducono il canto di uccelli della Francia, della Svezia, del Giappone e del Messico. A queste si aggiunge l'imitazione di suoni d'acqua (cascate e torrenti di montagna) annotate dall'autore nelle Alpi francesi. L'insieme di suoni e timbri, assai complesso, rimane però sempre al servizio della struttura ritmica, come se fosse il colore di una struttura più solida. Da questo ruolo di ritmo e melodia discende quindi il titolo dell'opera, fusione dei termini greci kronos (tempo) e kroma (colore).

## Discografia
The Cleveland Orchestra, direttore Pierre Boulez (+ Et exspecto resurrectionem mortuorum, La Ville d'en-haut) Deutsche Grammophon